# Coupe Gambardella 1978-1979
Navigation
Édition précédente Édition suivante
La coupe Gambardella 1978-1979 est la 25e édition de l'épreuve organisée par la Fédération française de football et ses ligues régionales. La compétition est ouverte aux équipes de football de jeunes dans la catégorie des 18 ans.

## Huitièmes de finale
| Équipe 1               | Résultat | Équipe 2   | T.a.b. |
| ---------------------- | -------- | ---------- | ------ |
| Olympique de Marseille | 4-1      | SEC Bastia |        |
| ES La Rochelle         | 0-1      | FC Nantes  |        |

## Quarts de finale
| Équipe 1       | Résultat | Équipe 2               | T.a.b.                  |
| -------------- | -------- | ---------------------- | ----------------------- |
| AJ Auxerre     | 1-1      | Olympique de Marseille | 4-5                     |
| FC Nantes      | 1-1      | Stade Lavallois        | victoire de Nantes      |
| AS Montferrand | 1-1      | OGC Nice               | victoire de Montferrand |
| RC Lens        | 5-0      | Paris FC               |                         |

## Demi-finales

### Matchs aller
| Équipe 1               | Résultat | Équipe 2       |
| ---------------------- | -------- | -------------- |
| Olympique de Marseille | 4-2      | AS Montferrand |
| RC Lens                | 3-1      | FC Nantes      |

### Matchs retour
| Équipe 1       | Résultat | Équipe 2               | T.a.b. |
| -------------- | -------- | ---------------------- | ------ |
| AS Montferrand | 1-7      | Olympique de Marseille |        |
| FC Nantes      | 1-1      | RC Lens                |        |

## Finale
| Équipe 1               | Résultat | Équipe 2            | T.a.b. |
| ---------------------- | -------- | ------------------- | ------ |
| Olympique de Marseille | 2-0      | Racing Club de Lens |        |

Il s'agit de la première victoire de l'Olympique de Marseille dans l'épreuve.
Feuille de match
| 24 juin 1979 | Olympique de Marseille        | 2-0 | Racing Club de Lens | Stade municipal, Amnéville |                        |
| | Castellani 36e · De Falco 88e | (1-0) |                     | Arbitrage : M. Lambert     | Arbitrage : M. Lambert |
| Lévy - Layour, Lopez, Caminiti, Anigo - Ferrer, De Falco, Lapinta - Castellani, Pascal, Vottero (entraîneur : Coulet) | Équipes                       | Ballory - Ratazczak, Micelli, Cauet, Bade - Krawczyk, Catalano, Westerloppe - Dournay (remplacé à la 65e par Gignet), Peltier, Quéry (entraîneur : Brechelin) |                     | Arbitrage : M. Lambert     | Arbitrage : M. Lambert |